# 普羅科皮耶夫斯克區
53°53′00″N 86°43′00″E / 53.8833°N 86.7167°E
普羅科皮耶夫斯克區（俄语：Прокопьевский район），是俄羅斯的一個區，位於該國南部，由科麥羅沃州負責管轄，面積3,450平方公里，2010年人口31,442，人口密度每平方公里9.11人。